# Myriopteris gracillima
Myriopteris gracillima är en kantbräkenväxtart som först beskrevs av D. C. Eat., och fick sitt nu gällande namn av John Smith. Myriopteris gracillima ingår i släktet Myriopteris och familjen Pteridaceae. Inga underarter finns listade.